# Adrian Spahr
Adrian Spahr (* 27. Februar 1994 in Biel; heimatberechtigt in Lengnau BE) ist ein Schweizer Politiker (SVP). Er ist seit 2024 Grossrat im Kanton Bern.

## Biografie
Adrian Spahr wuchs in Lengnau im Berner Seeland auf. Er absolvierte von 2011 bis 2014 die Ausbildung zum Restaurationsfachmann EFZ in Solothurn. Anschliessend absolvierte er die Panzergrenadier-Rekrutenschule in Thun bei der Schweizer Armee. Nach Beenden der Unteroffiziersschule hat er seinen Grad als Wachtmeister abverdient. Nach dem Militär besuchte er die interkantonale Polizeischule in Hitzkirch und schloss die Berufsprüfung zum Polizist eidg. FA ab.

## Politische Karriere
Seine politische Karriere begann Spahr im Alter von 17 Jahren bei der Jungen SVP Kanton Bern und der SVP Lengnau. Nach einigen Jahren wurde er in den Vorstand der Jungen SVP Kanton Bern gewählt. Im April 2017 trat er die Nachfolge als Co-Parteipräsident der Jungen SVP Kanton Bern vom langjährigen Parteipräsidenten und Nationalrat Erich Hess an.
2018 sorgte ein Wahlplakat von Spahr für Aufsehen. Bei der Kantonswahl 2018 gab es eine JSVP-Kampagne gegen Fahrende, auf dem diese als Zigeuner bezeichnet und mit «Schmutz, Fäkalien, Lärm, Diebstahl etc.» in Verbindung gebracht wurden. Spahr und Nils Fiechter, die das Plakat verantworteten, wurden in der Folge wegen Rassendiskriminierung verurteilt. 2022 bestätigte das Bundesgericht die Verurteilung. Spahr wurde nach dem ersten Urteil in den Innendienst der Polizei versetzt und kündigte bereits vor der Berufungsverhandlung.
2022 trat er für die SVP bei den Grossratswahlen 2022 für die SVP-Liste Seeland an und erreichte den 1. Ersatzplatz.
Am 1. Januar 2024 wurde Spahr Vize-Gemeindepräsident von Lengnau. Am 19. Mai 2024 rückte er im Grossen Rat von Bern für Christine Gerber nach, die zurückgetreten war.